# Eberle (Schiff)
Die USS Eberle (DD-430) war ein Zerstörer der United States Navy und gehörte zur Gleaves-Klasse. Sie nahm am Zweiten Weltkrieg teil. 1951 wurde sie im Rahmen des Mutual Defense Assistance Program nach Griechenland überstellt. Sie diente als Niki in der griechischen Marine bis 1972 und wurde dann abgewrackt.

## Namensgeber
Rear Admiral Edward Walter Eberle (1864–1929) war Offizier der United States Navy. Er befasste sich mit als einer der Ersten mit dem Einsatz von Funk zur Schiffskommunikation, außerdem den Einsatz von Nebelwänden während eines Gefechts, dem Einsatz von Flugzeugen zur Erkundung  und zur Ausschaltung von U-Booten. Er verfasste außerdem ein Lehrbuch zur Schiffsartillerie.

## Technik
Der Rumpf der Eberle war 106,15 m lang und 11 m breit. Der Tiefgang betrug 3,61 m, die Verdrängung 1.630 Tonnen. Der Antrieb des Schiffs erfolgte durch zwei Dampfturbinen von General Electric, der Dampf wurde in vier Kesseln  erzeugt. Die Leistung betrug 50.000 Wellen-PS, die Höchstgeschwindigkeit lag bei 37,4 Knoten.
Hauptbewaffnung waren bei Indienststellung fünf 5-Zoll/127-mm-Mark-30-Einzeltürme. Dazu kamen diverse Flugabwehrkanonen, die im Laufe des Krieges immer weiter vermehrt wurden.

## Geschichte
Die Eberle wurde am 12. April 1939 bei Bath Iron Works auf Kiel gelegt und lief am 14. September 1940 vom Stapel. Taufpatin war Miss Mildred Eberle, die Enkeltochter von Admiral Eberle. Am 4. Dezember 1940 wurde das Schiff unter dem Kommando von Commander E. R. Gardner, Jr. in Dienst gestellt. Nach Trainingsfahrten in der Karibik und entlang der Ostküste, war die Eberle bis Ende August 1941 mit Patrouillenfahrten in der Nähe von Bermuda beschäftigt. Ab Anfang September 1941 begann die Eberle, Konvois nach Neufundland, Island und Basen im hohen Norden zu eskortieren. Sie beschützte die für das Vereinigte Königreich wichtige Versorgungslinie vor und nach dem Eintritt der USA in den Zweiten Weltkrieg.

## Begleitete Konvois
| Konvoi | Begleitgruppe | Daten                   | Anmerkungen                                                            |
| ------ | ------------- | ----------------------- | ---------------------------------------------------------------------- |
| HX 150 |               | 17.–25. Sept. 1941      | von Neufundland nach Island, vor der US-amerikanischen Kriegserklärung |
| ON 22  |               | 7.–15. Okt. 1941        | von Island nach Neufundland, vor der US-amerikanischen Kriegserklärung |
| HX 157 |               | 30. Okt. – 8. Nov. 1941 | von Neufundland nach Island, vor der US-amerikanischen Kriegserklärung |
| ON 35  |               | 15.–27. Nov. 1941       | von Island nach Neufundland, vor der US-amerikanischen Kriegserklärung |
| AT 18  |               | 6.–17. Aug. 1942        | Truppentransporter von New York City nach Firth of Clyde               |

Am 23. August 1942 erreichte sie Norfolk, um zwei Tage später als Tanker-Eskorte von Galveston nach Cristóbal zu dienen und danach von Trinidad nach Belém und zurück nach Norfolk zu fahren. Dort traf sie am 8. Oktober 1942 wieder ein.
Die Eberle verließ Norfolk wieder am 25. Oktober 1942, um am 8. November 1942 Unterstützungsfeuer bei der Landung der Truppen in Mehdia in Französisch-Marokko zu geben. Ab dem 27. November erneut in Norfolk, verließ sie am 26. Dezember 1942 diesen Hafen, um im Südatlantik auf Patrouille zu gehen. Ihre Basis war in dieser Zeit Recife in Brasilien. Der Zerstörer beteiligte sich nachfolgend in diesem Seegebiet an Suchoperationen gegen aus Asien kommende Blockadebrecher der Achsenmächte. Dabei gelang der Eberle, die zusammen mit dem Leichten Kreuzer Savannah operierte, am 10. März 1943 westnordwestlich von St. Helena die Aufbringung des aus Singapur kommenden deutschen Blockadebrechers Karin (7.322 BRT). Als das US-Prisenkommando sich in Beibooten dem deutschen Schiff näherte, explodierten an Bord des Frachters Sprengladungen, die die deutsche Besatzung zwecks des Einleitens der Selbstversenkung zuvor angebracht hatte. Durch diese Explosionen kamen acht Angehörige des Prisenkommandos ums Leben. Die überlebenden sieben US-Seeleute versuchten, die Karin zu retten, bis sie weitere Explosionen und ein ausbrechendes Feuer jedoch dazu zwangen, ihre Bemühungen aufzugeben. Sie und die gesamte Besatzung des deutschen Schiffes (72 Seeleute) wurden anschließend von der Eberle und der Savannah aus dem Wasser gefischt.
Nach einer Überholung in Charleston kehrte die Eberle in den Konvoidienst zurück und befuhr in der Zeit von 13. April 1943 und 31. Januar 1944 fünfmal die Strecke nach Nordafrika. Danach war sie ab dem 22. Februar in Oran, um amphibische Übungen durchzuführen, bevor sie am 11. März 1944 in Neapel eintraf. Von Neapel aus fuhr sie wieder Patrouille und beschoss bis in den Mai Ziele an Land. Am 20. April versenkte sie dabei ein italienisches E-Boot und beschädigte drei weitere so schwer, dass diese strandeten.
Die Eberle setzte anschließend ihre Patrouillen und Geleitzugfahrten im Mittelmeer fort. Ab dem 13. August 1944 war sie an der Invasion Südfrankreichs beteiligt. Dabei beschoss sie am 21. August die Île de Porquerolles so lange, bis die weiße Flagge gehisst wurde. Ein Landungstrupp nahm anschließend 58 Kriegsgefangene fest, deren Boote durch den Beschuss der Eberle zerstört worden waren. Am nächsten Tag ergaben sich weitere 14 Deutsche.
Am 6. November 1944 kam die Eberle in New York an. Von dort eskortierte sie bis April 1945 zwei Konvois nach Oran. Nach Überholungen in New York fuhr sie ab dem 8. Juni 1945 in den Pazifik. Pearl Harbor erreichte sie am 20. Juli, um die Antietam, einen Flugzeugträger der Essex-Klasse, zu begleiten.
Sie verließ am 1. November 1945 Pearl Harbor und fuhr nach Petropawlowsk auf der russischen Halbinsel Kamtschatka. Dort blieb sie vom 1. bis 5. Dezember und fuhr anschließend nach Pearl Harbor zurück, wo sie am 15. Dezember 1945 eintraf.

## Verbleib
Die Eberle verließ Pearl Harbour am 6. Januar 1946 und erreichte Charleston, South Carolina, am 8. Februar. Dort wurde sie außer Dienst gestellt und in die Reserve versetzt. Am 12. August 1946 wurde sie dem Naval Reserve Training Program im 3. Naval District zugeordnet. Im September 1946 wurde sie nach New York geschleppt und dort am 13. Januar 1947 wieder in Dienst gestellt. Daraufhin transportierte sie Marinereservisten nach Kanada, in die Karibik und Bermuda. Während dieser Zeit wurde sie am 19. Mai 1950 in die Reserveflottendienst beordert und am 21. November wieder in den regulären Dienst versetzt.
Am 21. Januar erreichte die Eberle Boston, um am nächsten Tag außer Dienst gestellt und im Rahmen des Mutual Defense Assistance Program an Griechenland überstellt zu werden. Sie diente als Niki in der griechischen Marine bis 1972 und wurde anschließend verschrottet.

## Auszeichnungen
Die USS Eberle erhielt drei Battle Stars für ihre Dienste während des Zweiten Weltkriegs.